# Annibale di Ceccano
Annibale di Ceccano, italijanski diplomat, nadškof in kardinal, * 1282, † 1350.